# Seirocastnia continua
Seirocastnia continua là một loài bướm đêm trong họ Noctuidae.